# Habenaria malintana
Habenaria malintana là một loài thực vật có hoa trong họ Lan. Loài này được (Blanco) Merr. mô tả khoa học đầu tiên năm 1918.